# Eucereon lerioides
Eucereon lerioides là một loài bướm đêm thuộc phân họ Arctiinae, họ Erebidae.